# Johanna Venho
Maria Johanna Venho, född 3 juli 1971 i Esbo, är en finländsk författare.
Venho blev filosofie magister 1998 och debuterade samma år med diktsamlingen Postia Saturnukseen (1998) som genast etablerade henne som en av språkkonstnärerna och förnyarna i finsk poesi. Uppmärksamhet väckte inte minst hennes förmåga att bilda nya ord i försöket att beskriva den moderna tidens kaos. Upplevelser från barndomen dominerar samlingen Ilman karttaa (2000) medan stark ironi präglar de vardagsnära dikterna i Yhtä juhlaa (2006). Hon har även framträtt som författare av ungdomsböcker i en ytterst personlig stil. Okulus ja yöihmiset (2003) är en hudlös skildring av tonårsliv.
År 2020 tilldelades hon Eino Leino-priset.